# Dominikanska cerkev, Colmar
Dominikanska cerkev in samostan sta zgodovinska spomenika v Colmarju v francoskem departmaju Zgornji Ren.

## Lokacija
Stavba je na Dominikanskem trgu 1, Trgu mučenikov odpora (Martyrs-de-la-Résistance) v Colmarju.

## Zgodovina
Cerkev je bila zgrajena leta 1289. Gradil jo je beraški red pridigarjev, znan tudi kot dominikanci , ki je prispel v Colmar do leta 1260 . Kor je bil zgrajen pred letom 1300, ladja v začetku 14. stoletja, vendar končana šele leta 1346. Med francosko revolucijo je bilo v njej artilerijsko skladišče. Mesto jo je kupilo leta 1807 za skladišče koruze, nato pa se je leta 1898 spet uporabljala za bogoslužje. Cerkev ima v svojem koru oltar s sliko Marije v rožni uti, ki jo je naslikal Martin Schongauer leta 1473.
Najstarejši del križnega hodnika je iz 13. stoletja . Leta 1458 ga je prizadel požar. Stenske poslikave so s konca 15. stoletja in prikazujejo pasijon.
Samostanske stavbe so iz leta 1300, obnovljene v 18. stoletju, spremenjene v vojašnico žandarmerije leta 1795. Od leta 1951 je v njih knjižnica. 
Križni hodnik in cerkev sta od 2. novembra 1948 uvrščena med zgodovinske spomenike. 

## Arhitektura
Cerkev je sestavljena iz obokanega kora s petimi obočnimi polami, petstransko osmerokotno apsido in z ladjo s šestimi obočnimi polami. Struktura ima stebre brez kapitelov, lesen strop , notranjost je stroga, a osvetljena. Okna so iz zgodnjega 14. stoletja in prikazujejo prizore iz Kristusovega življenja.
Križni hodnik je sestavljen iz arkad brez okrasja, zgrajene so okoli nepravega pravokotnika.